# Elisabeth Maier
Elisabeth Maier (nacida como Elisabeth Vathje, Calgary, 17 de marzo de 1994) es una deportista canadiense que compite en skeleton. Está casada con el piloto de bobsleigh Benjamin Maier, y su cuñado Samuel Maier también compite en skeleton.
Ganó una medalla de bronce en el Campeonato Mundial de Skeleton de 2015.

## Palmarés internacional
| Campeonato Mundial | Campeonato Mundial    | Campeonato Mundial | Campeonato Mundial |
| Año                | Lugar                 | Medalla            | Prueba             |
| ------------------ | --------------------- | ------------------ | ------------------ |
| 2015               | Winterberg (Alemania) | Medalla de bronce  | Individual         |